# Хрипуновська сільська рада
Хрипуновська сільська рада (рос. Хрипуновский сельсовет) - сільське поселення в Ардатовському районі Нижньогородської області Російської Федерації.
Адміністративний центр - село Хрипуново.

## Історія
Статус і кордони сільського поселення встановлені Законом Нижньогородської області від 15 червня 2004 року № 60-З «Про наділення муніципальних утворень - міст, робітничих селищ і сільрад Нижньогородської області статусом міського, сільського поселення».

## Населення
| 2002 | 2010 | 2012 | 2013  | 2014 | 2015 | 2016 |
| ---- | ---- | ---- | ----- | ---- | ---- | ---- |
| 916  | ↘732 | ↘692 | ↗1013 | ↘983 | ↘966 | ↘934 |
| 2017 |      |      |       |      |      |      |
| ↗948 |      |      |       |      |      |      |

## Склад міського поселення
| №  | Населений пункт | Тип населеного пункту        | Населення |
| -- | --------------- | ---------------------------- | --------- |
| 1  | Атемасово       | село                         | ↘283      |
| 2  | Малиновка       | присілок                     | ↘0        |
| 3  | Малі Пани       | присілок                     | ↘0        |
| 4  | Мостовка        | присілок                     | ↘1        |
| 5  | Миза            | селище                       | ↘16       |
| 6  | Надежино        | село                         | ↘363      |
| 7  | Хохлово         | село                         | ↘8        |
| 8  | Хрипуново       | село, адміністративний центр | ↘448      |
| 9  | Четвертово      | присілок                     | ↘7        |
| 10 | Юсупово         | село                         | ↘6        |